# AZO
AZO GmbH & Co. KG — один из ведущих производителей оборудования для автоматизации технологических процессов при обработке сырья.

## История компании
1949 год — Адольф и Мариана Циммерманн открывают предприятие по строительству мельниц в одной из бывших овчарен города Остербуркен. В свободное время энтузиаст-изобретатель конструирует здесь свои первые механизмы для мельниц и хлебопекарных предприятий. 

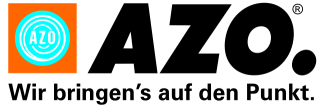
Предыдущий логотип компании

В 1951 Адольф Циммерманн строит машину «Pyramidal» для просеивания крупы, которая даёт толчок для конструирования первой центробежной просеивающей машины. Она выходит на рынок в 1952 под именем «Triumpf» и является прототипом сегодняшней вихревой просеивающей машины. Уже в середине 1950-х годов компания AZO снабжает хлебобулочную и хлебопекарную промышленность комплектными установками для просеивания, разрыхления, аэрации и терморегулирования муки.
В 1963 году предприятие, состоящее из 80 сотрудников, переезжает в новое здание площадью 2500 м². Успешно разрабатываются пневматические взвешивающие системы вакуумного типа для загрузки тестомесильных машин (недоступная ссылка) и миксеров. Создаются модульные силосы, оптимальные для любого помещения благодаря системе стандартных элементов.

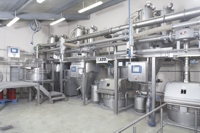
Стальные просеиватели AZO для пищевой промышленности

В 1966 разрабатывается новая программа по созданию подающих систем для переработки пластмассы. Высокие требования пищевой и химической промышленности требуют развития производства из высококачественной стали.
В 1969 году предприятие насчитывает уже 270 сотрудников.
В городе Мемфис (США, штат Теннесси) в 1978 году была открыта первая дочерняя компания.
В 1979 году AZO открывает собственный выставочный центр для клиентов.
На выставке искусственных материалов в 1983 AZO впервые показывает процесс управления сыпучими материалами на мониторе.

## Развитие компании с 1990 года

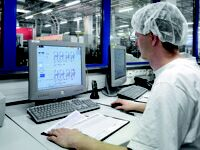
Системы визуализации AZO

С 1 января 1990 года по 31 декабря 2017 года компанией AZO GmbH & Co. KG управляли сыновья Марианны и Адольфа Циммерманн — Роберт и Райнер Циммерманн. В 2011 году к компании присоединяется Дениз Циммерманн, представляя уже третье поколение семьи Циммерманн. С 1 января 2018 года Райнер Цимменрманн является единственным генеральным директором Группы AZO. Штаб-квартира компании находится в городе Остербуркен, производственные подразделения группы находятся в городах Ганновер, Некарзульм и Нойенбург-на-Рейне. На международном уровне AZO GmbH & Co. KG представляют дочерние компании в США, Бельгии, Франции, Таиланде, Великобритании, Китае и России.
Основатель компании Адольф Циммерманн скончался 15 марта 2013 2013 года в возрасте 90 лет. В 1987 году он получил звание почетного гражданина города Остербуркен за долгосрочное участие в городском совете и предпринимательскую деятельность, а в мае 1988 года награжден кавалерским крестом «За заслуги перед Федеративной Республикой Германия» . До последнего дня Адольф Циммерманн остался верен своему увлечению и энтузиазму в отношении новых технологий.
Роберт и Райнер Циммерманн также вовлечены в общественно-политическую жизнь региона. Роберт Циммерманн является членом наблюдательного совета кооперативного государственного университета города Баден-Вюртемберг и членом ученого совета DHBW Mosbach. Райнер Циммерманн является заместителем председателя союза машиностроителей Германии. Руководство компании и на сей день продолжает поддерживать тесное сотрудничество со своими сотрудниками и стажерами.

## Организационная структура

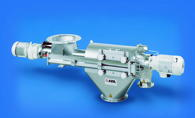
Двухприводная просеивающая машина типа DA

В начале 2004 года была учреждена фирма hsh-systeme при prozess-IT ГмбХ для разработки систем управления процессами и визуализации, а в 2008 году Zoatec ГмбХ для жидких и пастообразных продуктов. После введения корпоративной идентичности внутри группы компаний AZO в 2013 году они получили названия — AZO Controls и AZO Liquids.
В 2016 году оборот компании AZO составил 180 млн евро. На предприятии работает 1038 сотрудников, в том числе 66 практикантов (по состоянию на 1/2017).
1 января 2019 года вступило в силу юридическое слияние AZO CONTROLS GmbH и AZO GmbH + Co. KG. Приобретающей компанией является AZO GmbH + Co. KG.

## Производство промышленного оборудования
Компания занимается проектированием, производством и монтажом оборудования для автоматизации таких производственных процессов, как складирование, разгрузка, просеивание, транспортировка, дозирование, взвешивание сыпучих материалов, порошкообразных компонентов, ароматизаторов, добавок и жидкостей различных объёмов при загрузке смесителя.
Оборудование AZO используется в пищевой, фармацевтической и химической промышленности, а также при переработке и производстве пластмасс.
В портфолио компании входят дозирующие установки, системы загрузки разгрузки биг-бэгов, контейнеры, конвейеры, системы взвешивания, сортировки и разгрузки, силосы, а также соответствующие IT-системы для управления смесительными и производственными процессами, контроля рецептуры, отслеживания партии, дистанционного обслуживания и послепродажной поддержки, визуализации, отслеживания и трассирования и т. д.